# Зито
Жозе Ели де Миранда (порт. José Ely de Miranda; 8. август 1932 — 14. јун 2015), познатији као Зито, био је бразилски фудбалер.

## Биографија
Фудбалску каријеру започео је у екипи Таубате. Од 1952. године играо је за Сантос, а 1955. дебитовао је у репрезентацији Бразила, са којом је освојио два Светска првенства (1958, 1962). Због начина игре и чињенице да је имао лидерске квалитете на терену, добио је надимак „Учитељ”. Пре него што је постао фудбалер намеравао је да буде учитељ у школи.
Поред лидерских квалитета, Зито је имао и одличну фудбалску технику, а често је умео да ефектно асистира саиграчима. За екипу Сантоса је играо 15 година. Освојио је девет шампионата у држави Сао Пауло, пет шампионата у Бразилу (у то време турнир се звао Бразилски куп), два Купа Либертадореса, два Интерконтинентална купа и четири турнира Рио – Сао Паоло. У финалу Светског првенства 1962. године против Чехословачке, постигао је други гол за Бразил (победа од 3:1).
До краја играчке каријере Зито је остао у Сантосу. Дуги низ година радио је у управи клуба.
Боловао је од Алцхајмерове болести, имао је проблем са памћењем, а касније је доживео мождани удар. Преминуо је у Сантосу 14. јуна 2015. у 82 години.

## Успеси

### Клуб
Сантос
- Турнир Рио – Сао Пауло: 1959, 1963, 1964, 1966.
- Лига Паулиста: 1955, 1956, 1958, 1960, 1961, 1962, 1964, 1965, 1967.
- Куп Бразила: 1961, 1962, 1963, 1964, 1965.
- Копа либертадорес: 1962, 1963.
- Интерконтинентални куп: 1962, 1963.

### Репрезентација
Бразил
- Светско првенство: 1958, 1962.

### Индивидуалне
- Најбољи тим на турниру: Светско првенство 1962.
- Часопис World Soccer World XI: 1962[5]